# إليو بيكورارو
إليو بيكورارو (بالإيطالية: Elio Pecoraro)‏ هو لاعب كرة قدم إيطالي في مركز الوسط، ولد في 13 أكتوبر 1967 في روما في إيطاليا. لعب مع نادي روما ونادي سامبدوريا ونادي فاريسي.